# Aurora (Minnesota)
Aurora è una città degli Stati Uniti d'America, situata in Minnesota, nella contea di St. Louis.